# Miguel Milá
Miguel Milá Sagnier (Barcelona, 7 de febrero de 1931-Bilbao, 13 de agosto de 2024) fue un diseñador industrial e interiorista español. 

## Biografía
Fue uno de los pocos diseñadores de la primera generación que no era arquitecto. A pesar de ello, inició su carrera profesional colaborando en el despacho de los arquitectos Alfons Milà (su hermano) y Federico Correa. Fundador de la empresa Tramo junto a Ribas Barangé y Pérez Ullibarri, de donde surgieron algunas de las lámparas más reconocidas del diseñador, como por ejemplo la TMC o la TMM.
Más adelante fundó su propio estudio de diseño, desde donde trabajó en multitud de proyectos. Fue cofundador y miembro activo del ADI FAD, junto a André Ricard, Antoni de Moragas, Oriol Bohigas, Manel Cases, Alexandre Cirici Pellicer, Rafael Marquina, Ramón Marinel·lo.
Considerado como un diseñador preindustrial, su óptica del diseño lo acercó más a la figura del artesano, cuidando el trabajo, controlando los diferentes procesos y corrigiendo errores trabajando maquetas y prototipos.

## Premios y reconocimientos
Ganador de varios premios, entre ellos el premio APECMO y el Good Industrial Design. En 1987 recibió el Premio Nacional de Diseño, en 1993 la Creu de Sant Jordi y en 2008 el premio Compasso d'Oro.
Aparte de los ya citados TMC de 1958 y la TMM de 1961, destacan la lámpara Cesta (1964), la Manila, la M68 (1968) o más recientemente la manecilla de puerta para FSB, el cenicero paragüero Túmbalo, el banco NeoRomántico Clásico (1995), el NeoRomántico Liviano (2000) o el Neocombo (2002). Su mobiliario se instaló en 2003 en la remodelación del Palacio Robert de Barcelona.
Oportunamente fue invitado a las Wise Lessons, un ciclo de conferencias con prestigiosos referentes del mundo de la arquitectura organizado por la Escuela Técnica Superior de Arquitectura de La Salle-URL (ETSALS), junto a André Ricard.
Su obra está representada en las colecciones del Museo del Diseño de Barcelona, donde se conserva también su fondo documental.